# ليون فيليكس باتيستا
ليون فيليكس باتيستا هو كاتب دومينيكاني، ولد في 1964.